# La Jeune Aveugle
La Jeune Aveugle – en anglais The Blind Girl – (1856) est un tableau de John Everett Millais qui représente deux mendiantes ambulantes, présumées sœurs, dont l'une est musicienne aveugle, son accordéon sur les genoux. Elles se reposent au bord de la route après un orage, avant de se rendre dans la ville de Winchelsea, visible en arrière-plane a été interprétée comme une allégorie des sens, contrastant les expériences des sœurs aveugles et voyantes. La première sent la chaleur du soleil sur son visage et caresse un brin d'herbe, tandis que la seconde protège ses yeux du soleil ou de la pluie et regarde un double arc-en-ciel qui vient d'apparaître. Certains critiques ont interprété l'arc-en-ciel en termes bibliques, comme le signe de l'alliance de Dieu décrite dans Genèse 9:16.
Lorsque le tableau a été exposé pour la première fois en 1856, une remarque a été faite au peintre que dans les arcs-en-ciel doubles, l'arc-en-ciel intérieur inverse l'ordre des couleurs. Il avait initialement peint les couleurs dans le même ordre dans les deux arcs-en-ciel. Pour une précision scientifique, il l'a modifié.
Un papillon repose sur le châle de la fille aveugle, ce qui laisse penser qu'elle est immobile. Une inscription se trouve autour de son cou avec la mention Pity the Blind qui se traduit par Ayez pitié des aveugles.